# Wilhelm Merck (Politiker)

Wilhelm Merck

Wilhelm Merck (* 30. Januar 1867 in Nürnberg; † 30. November 1929 in München) war ein deutscher Politiker.

## Leben und Wirken
Nach dem Besuch der Volksschule und des Gymnasiums studierte Merck Rechtswissenschaften an den Universitäten München und Berlin. Nach dem 2. juristische Staatsexamen, das er 1892 ablegte, war Merck von 1893 bis 1900 im bayerischen Verwaltungsdienst tätig. Danach wurde er Gutsbesitzer in Grundnerhof.
Merck wurde Vorsitzender des Landesverbandes der Bayerischen Tierzuchtverbände und des Bayerischen Landesverbandes zur Förderung der Pferdezucht in Bayern sowie stellvertretender Vorsitzender des landwirtschaftlichen Kreisausschusses von Oberbayern und des bayerischen Landwirtschaftsrates, dessen Direktorium er auch angehörte. Ferner war er Mitglied der Landesbauernkammer.
1919 schloss Merck sich der Bayerischen Volkspartei (BVP) an. Im März 1920 zog Merck im Nachrückverfahren in die Weimarer Nationalversammlung ein, der er bis zum Juni 1920 angehörte. Anschließend gehörte er von Juni 1920 bis Mai 1928 drei Legislaturperioden lang als Abgeordneter im Reichstag an, in dem er den Wahlkreis 24 (Oberbayern-Schwaben; Juni 1920 bis Mai 1924 und Dezember 1924 bis Mai 1928) vertrat, respektive auf Reichswahlvorschlag seiner Partei als wahlkreisloser Abgeordneter saß (Mai bis Dezember 1924).